# Смородинова, Анастасия Андреевна
Анастасия Андреевна Смородинова (1900 — 1981) — передовик советского сельского хозяйства, бригадир полеводческой бригады колхоза имени Сталина Борского района Куйбышевской области, Герой Социалистического Труда (1958). Делегат XXI съезда КПСС. 

## Биография
Родилась в 1900 году в Борском Бузулукского уезда Самарской губернии, ныне районный центр Борское Самарской области, в русской крестьянской семье. Завершив обучение в начальной школе, в четвёртом классе, с юных лет стала трудиться у зажиточных крестьян по найму. С началом коллективизации вступила в местный колхоз имени Сталина Борского района Самарской области.
Смородинова трудилась звеньевой, а затем была утверждена в должности бригадира полеводческой бригады по выращиванию подсолнечника. В 1958 году, в условиях засушливого летнего периода, её бригада с участка угодий в 10 гектаров смогла собрать урожай семян подсолнечника по 15 центнеров с гектара, а до этого года её бригада на протяжении десяти предшествующих лет добивалась самых высоких результатов по области.
За выдающиеся успехи, достигнутые в деле увеличения производства зерна и других продуктов сельского хозяйства, Указом Президиума Верховного Совета СССР от 21 ноября 1958 года Анастасии Андреевне Смородиновой было присвоено звание Героя Социалистического Труда с вручением ордена Ленина и золотой медали «Серп и Молот».
В дальнейшем продолжала получать высокие результаты в полеводстве. Неоднократно принимала участие во Всесоюзных выставках достижений народного хозяйства, завоёвывала медали. Избиралась делегатом XXI Съезда КПСС.
Проживала в селе Борском Куйбышевской (ныне Самарской области). Умерла в 1981 года. Похоронена на сельском кладбище.

## Награды
За трудовые успехи удостоена:
- золотая звезда «Серп и Молот» (21.11.1958),
- орден Ленина (21.11.1958),
- другие медали.